# ハヤシ (茂原市の企業)
株式会社ハヤシ（英文社名：Hayashi Corporation）は、千葉県茂原市に本社を置くショッピングセンターの運営などを行う不動産業を営む企業。
2024年時点で6つのショッピングセンターと5つの店舗を所有する。
元々は千葉県内でスーパーマーケット「フードプラザハヤシ (Food Plaza Hayashi) 」をチェーン展開していたが、2022年（令和4年）7月31日をもって全店閉店し、スーパーマーケット事業から撤退した。店舗はカスミをはじめとするイオングループ各社に貸し出しを行い、引き継ぐこととなった。
なお、大阪府に本社を置くイズミヤグループのスーパーマーケット「はやし」とは無関係である。

## 沿革
- 1971年（昭和46年）6月17日 - 精肉販売業として有限会社林商店を設立。
- 1986年（昭和61年） - 株式会社に改組、株式会社ハヤシへ商号変更。
- 1989年（平成元年） - CGCグループに加盟。
- 2022年（令和4年）
  - 5月 - 株式会社ハヤシがスーパーマーケット事業からの撤退を発表[3]。
  - 7月29日 - カスミへの引き継ぎ第1号店となる「カスミ茂原マーケットプレイス店」が開店。
  - 7月31日 - 最後の店舗であった「フードプラザハヤシ アスモ店」閉店[4]。これをもって全店が閉店[5]。

## 運営するショッピングセンター
- 茂原セントラルモール（茂原市）
- 茂原マーケットプレイス（茂原市）
- 睦沢マーケットプレイス（長生郡睦沢町）
- 白子商業施設（長生郡白子町）
- 片貝商業施設（山武郡九十九里町）
- 成東商業施設（山武市）

## 過去に存在した店舗
以下の店舗はいずれも2022年（令和4年）7月31日までに閉店。

### 事業撤退発表後に閉店
- 本店（茂原市）
  - 2022年6月7日閉店[6]。
  - 2018年7月8日リニューアルオープン[7]。ハヤシが運営する「茂原マーケットプレイス」に出店していた。
  - 跡地はカスミが借り受け、2022年7月29日に「カスミ茂原マーケットプレイス店」として再開業した[8]。
- 西町店（茂原市）
  - 2022年7月閉店。本部が所在する。
- アスモ店（茂原市）
  - 2022年7月31日閉店[4]。「茂原ショッピングプラザアスモ」に出店し、ハヤシ最後の店舗として営業していた。
  - 跡地は同じCGCグループのランドロームジャパンが引き継ぎ、2022年10月6日に「ランドロームフードマーケット アスモ茂原店」が開業した。
- 六ツ野店（茂原市）
  - 2022年7月24日閉店[9]。
  - 跡地はウエルシア薬局が引き継ぎ、2022年12月15日にドラッグストア「ウエルシア茂原六ツ野店」が開業した。
- 大網店（大網白里市）
  - 2022年7月3日閉店[10]。
  - 2019年3月1日リニューアルオープン[11]。
  - 跡地はカスミが借り受け、2022年9月16日に「カスミ大網店」として再開業した（当店が千葉県内における「カスミ」の40店舗目となる）[12]。
- 白子店（長生郡白子町）
  - 2022年7月17日閉店[13]。ハヤシが運営する「白子商業施設」に出店していた。
  - 跡地はウエルシア薬局が引き継ぎ、2022年11月24日にドラッグストア「ウエルシア白子店」が開業した。
- 睦沢店（長生郡睦沢町）
  - 2022年6月20日閉店[14]。
  - 2004年開店[15]。ハヤシが運営する「睦沢マーケットプレイス」に出店していた。
  - 跡地はカスミが借り受け、2022年9月2日に「カスミ睦沢店」として再開業した[16]。
- 勝浦店（勝浦市）
  - 2022年7月27日閉店[17]。
  - 跡地はウエルシア薬局が引き継ぎ、2023年1月26日にドラッグストア「ウエルシア勝浦新官店」が開業した。
- 片貝店（山武郡九十九里町）
  - 2022年7月29日閉店[18]。ハヤシが運営する「片貝商業施設」に出店していた。
  - 跡地はウエルシア薬局が引き継ぎ、2022年12月22日にドラッグストア「ウエルシア九十九里片貝店」が開業した。
- 成東店（山武市）
  - 2022年6月18日閉店[19]。ハヤシが運営する「成東商業施設」に出店していた。
  - 2008年（平成20年）開店[15]。
  - 跡地はカスミが借り受け、2022年8月26日に「カスミ成東店」として再開業した[20]。
- 銚子店（銚子市）
  - 2022年7月10日閉店[21]。
- 旭店（旭市）
  - 2022年6月12日閉店[22]。
  - 跡地はカスミが借り受け、2022年8月5日に「カスミ旭店」として再開業した[23]。

### それ以前に閉店
- 八街店
- 八街大木店
- 東金上宿店
- 求名店
- 高師店
- 中の島店
- 有限会社デリシャス
- セントラルモール店
- 白里店（大網白里市）
  - 2021年9月14日閉店[24]。
- 本納店（茂原市）
  - 2021年8月20日閉店[25]。
  - 2016年（平成28年）開店[15]。
  - 跡地は2021年10月21日に「生鮮&業務スーパー大網永田店」として再開業した。